# Iglesia de San Juan Bautista (Chillón)
La iglesia de San Juan Bautista y Santo Domingo de Silos es un inmueble del municipio español de Chillón, en la provincia de Ciudad Real. Cuenta con el estatus de bien de interés cultural.

## Descripción
El edificio ha sido adscrito a un estilo gótico tardío o mudéjar. La iglesia, adosada a un castillo y con tres naves, aparece mencionada en el séptimo volumen del Diccionario geográfico-estadístico-histórico de España y sus posesiones de Ultramar de Pascual Madoz, en la entrada correspondiente a Chillón, de la siguiente manera:

la igl. parr., dedicada á San Juan Bautista, es un buen edificio de 3 naves y bastante capaz; hubo en ella varios enterramientos particulares, cuyas lápidas con motivo de haber embaldosado la igl., se encuentran fuera de ella: el curato es de entrada y provision ordinaria con arreglo al concordato; está servido por 2 cutas, uno vicario y otro rector, perpetuos y de oposicion; le es aneja la igl. de Guadalmez.
(Madoz, 1847, p. 326)

El templo aparece también descrito en el Diccionario histórico geográfico de la provincia de Ciudad-Real de Inocente Hervás y Buendía con las siguientes palabras:

Iglesia parroquial.—Adosada á su fuerte castillo, flanqueado su ábside por cuatro contrafuertes en forma de cubos y robustecida por sólida muralla, á la que da acceso artística caracola, ofrece el aspecto de una fortaleza de la Edad Media. Es de tres naves encamonadas, la del centro con artesonado de esmerada labor, el crucero gótico del último período y su retablo mayor de la traza de Montañes y recientemente dorado. Lleva la advocación de San Juan Bautista y Santo Domingo de Silos, recuerdo ésta de la primitiva iglesia situada en el Ejido de Puertomellado, al decir de Madóz, y edificada en el siglo XVI. Marcando el Papa Honorio III al Arzobispo de Toledo en 1217 los límites de su jurisdicción “del lado de acá de Chillon„ nos dá la razón, por qué este pueblo perteneció al obispado de Córdoba hasta la creación del Obispado Priorato de Ciudad-Real. En el siglo XVI era esta iglesia servida por un rector y vicario á la vez, dos capellanes y tres beneficiados, éstos últimos con la renta de 180.000 mrs. cada uno, sirviendo sus beneficios por capellanes cumplidores á los que abonaban 100 ducados. Al presente es de entrada y tiene dos coadjutorías.
(Hervás y Buendía, 1899, p. 309)

El inmueble fue declarado bien de interés cultural, con la categoría de monumento, el 8 de octubre de 1991 mediante un decreto publicado el día 30 de ese mismo mes en el Diario Oficial de Castilla-La Mancha.